# Apostolska nunciatura v Lihtenštajnu
Apostolska nunciatura v Lihtenštajnu je diplomatsko prestavništvo (veleposlaništvo) Svetega sedeža v Lihtenštajnu.
Trenutni apostolski nuncij je Diego Causero.

## Seznam apostolskih nuncijev
- Edoardo Rovida (7. marec 1987–15. marec 1993)
- Karl-Josef Rauber (16. marec 1993–25. april 1997)
- Oriano Quilici (8. julij 1997–2. november 1998)
- Pier Giacomo De Nicolò (21. januar 1999–8. september 2004)
- Francesco Canalini (8. september 2004]] - april [[2011)
- Diego Causero (28. maj 2011–danes)